# Auguste Pattberg
Auguste Pattberg (* 24. Februar 1769 in Neunkirchen; † 4. Juli 1850 in Heidelberg) war eine deutsche Sammlerin von Liedern und Sagen sowie Dichterin.

## Leben und Werdegang

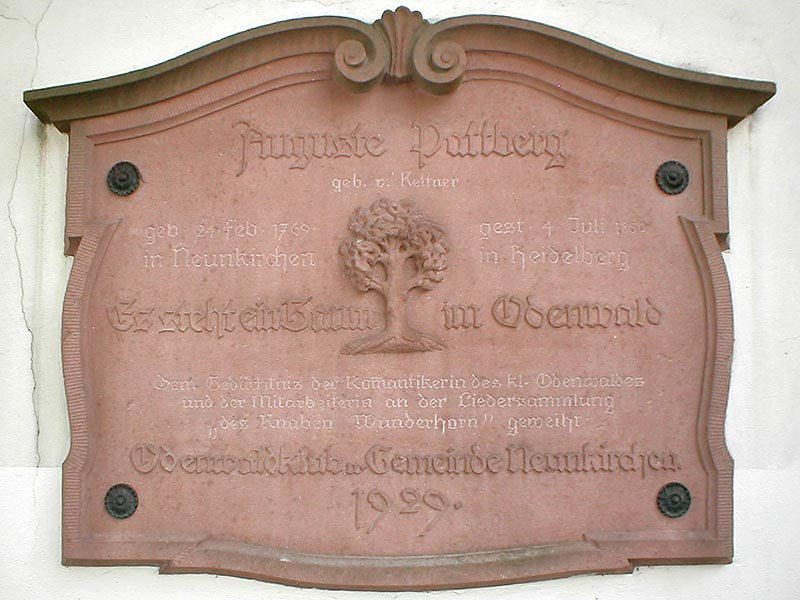
Auguste-Pattberg-Gedenkstein von 1929 an der katholischen Kirche von Neunkirchen

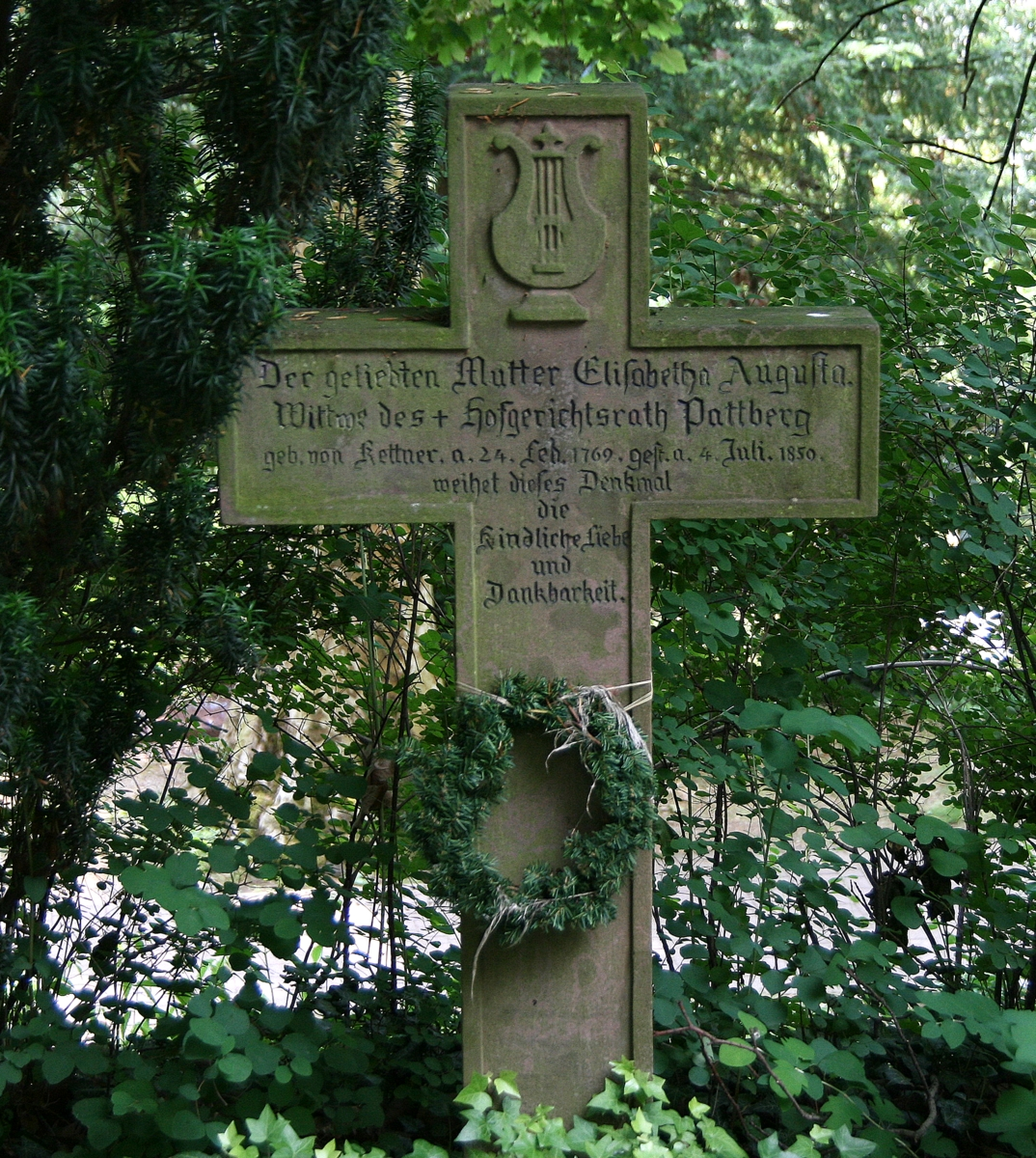
Auguste Pattbergs Grab auf dem Heidelberger Bergfriedhof

Auguste wurde als Tochter des kurpfälzischen Forstmeisters Engelhard Wilhelm von Kettner geboren. Mit 19 Jahren heiratete sie den acht Jahre älteren Amtskeller (Erster Verwaltungs- und Justizbeamter) und späteren Hofgerichtsrat Arnold Heinrich Pattberg († 1829) aus Neckarelz. 34 Jahre lebte die Familie Pattberg im heutigen Bildungshaus Bruder Klaus. Neben ihren Pflichten als Ehefrau und Mutter von sieben Kindern fand die für die damalige Zeit außergewöhnlich fortschrittliche Frau Ausgleich in ihren kulturellen und geistigen Aktivitäten. Sie sammelte die Lieder und Sagen ihrer Heimat, schrieb eigene Gedichte und Beiträge für die Badische Wochenschrift und stand in regem Gedankenaustausch mit den Heidelberger Romantikern, unter ihnen Clemens Brentano und Achim von Arnim. Die Sammlung Des Knaben Wunderhorn verdankt ihr mindestens 17 Volkslieder, unter ihnen das wohl bekannteste Es steht ein Baum im Odenwald. 1822 zog sie mit ihrem Mann und Tochter nach Heidelberg in die Hauptstraße 114, dort ihren Lebensabend verbringend.
Ein schlichtes Kreuz aus Rotsandstein, geschmückt mit einer Lyra als dem Sinnbild der Dichter und Sänger, ziert das Grab der Romantikerin auf dem Heidelberger Bergfriedhof in der Abteilung R 59.

## Ehrungen
Nach Auguste Pattberg sind in Neckarelz das Auguste-Pattberg-Gymnasium sowie die Pattberghalle benannt.
Eine Gedächtnistafel aus rotem Sandstein wurde ihr zu Ehren an der katholischen Kirche in Neunkirchen im Jahre 1929 angebracht.